# Papa Marcu
Papa Marcu (n. secolul al III-lea d.Hr., Roma, Imperiul Roman – d. 8 octombrie 336 d.Hr., Roma, Imperiul Roman) a fost  Papă al Romei în perioada 18 ianuarie 336 - 7 octombrie 336.

## Origine
După Liber Pontificalis Papa Marcu ar fi fost roman de origine, iar tatăl său s-ar fi numit Priscus. Eusebiu din Cezareea spune că în scrisoarea lui Constantin cel Mare adresată lui Papei Miltiade, prin care convoca conciliul episcopal pentru a se discuta erezia lui Donatus Cel mare, se scria și despre un anume Marcu. Acest Marcu, evident un membru al clerului de la Roma, era prezbiter sau diacon, e posibil să fi fost mai apoi Papa Marcu.

## Activitate
Liber Pontificalis îi atribuie paternitatea a două constituții apostolice. Într-al doilea rând, papa Marcu l-a investit pe episcopul de Ostia cu pallium-ul sacru și a stabilit tradiția prin care episcopul de Ostia va consfinți episcopul Romei. 
O mărturie a Sfântului Augustin de Hipona ne comunică că spre sfârșitul sec. IV, episcopul de Ostia consfințea de regulă noul papă. E posibil ca papa Marcu să fi trebuit să confirme acest nou privilegiu într-o constitție, însă nu este exclus ca să fie totuși un precedent prin care episcopul de Ostia să ungă noul papă.
Anumite evidențe sugerează că pe timpul pontificatului său au fost concepute listele de episcopi și martiri, numite Depositio episcoporum și Depositio martyrum.
În decursul pontificatului său de 8 luni, Papa Marcu a edificat basilica Sf.Marcu Evanghelistul în Roma în anul 336, a cărei arhitectură exterioară a fost modicată ulterior de mai multe ori precum și Basilica Sf. Balbina în afara orașului.

## Deces
Papa Marcu a murit in cauze naturale și a fost înmormântat în catacombele din Basilica Sf. Balbina, după dorința sa.